# 豪布施塔特 (印地安納州)
豪布施塔特（英語：Haubstadt）是一個位於美國印地安納州吉布森縣的城鎮。

## 人口
根據2010年美國人口普查的數據，豪布施塔特的面積為1.89平方千米，當中陸地面積為1.87平方千米，而水域面積為0.02平方千米。當地共有人口1577人，而人口密度為每平方千米834人。